# 村岡ダブルフルウルトラランニング
村岡ダブルフルウルトラランニング（むらおかダブルフルウルトラランニング）は兵庫県美方郡香美町の村岡区（コースの一部は小代区）で毎年9月に行われているマラソン大会である。

## 概要
- 第1回大会は1998年9月27日に開催された[1]。
- 公式サイトでは「大会の楽しみ方」として、1000m級の山々を駆け巡る山岳マラソンであること、エイドの食べ物が豊富であること、熱い応援があることが挙げられている[2]。

## 運営
主催は村岡ダブルフルウルトラランニング大会実行委員会。

## 部門
- 100km
- 88km
- 66km
- 44km